# HMS Exeter (1929)
HMS Exeter – brytyjski ciężki krążownik traktatowy z lat 30. i okresu II wojny światowej, wsławiony udziałem w bitwach u ujścia La Platy i na Morzu Jawajskim. Został zatopiony przez japońskie okręty 1 marca 1942. Nosił numer taktyczny 68.

## Historia powstania
HMS „Exeter” był drugim, zmodyfikowanym okrętem typu York. Okręty te zostały zaprojektowane jako nieco pomniejszone rozwinięcie serii standardowych brytyjskich krążowników ciężkich typu County, zwłaszcza ich ostatniego podtypu Norfolk. Miały być okrętami tańszymi od typu County i dysponującymi nieco słabszym uzbrojeniem (6 dział kalibru 203 mm w wieżach dwudziałowych w miejsce 8), lecz mimo to miały lepsze opancerzenie - siłownię (taką samą, jak zastosowana w typie County) osłaniał pas burtowy grubości 76 mm, podczas gdy okręty typu County nie miały opancerzenia burt. „Exeter”, zbudowany w ramach planu finansowego z 1927 roku, stał się ostatnim brytyjskim zbudowanym krążownikiem ciężkim.
Budowę „Exetera” rozpoczęto już po zwodowaniu „Yorka”, dlatego w jego konstrukcji wprowadzono ulepszenia, przede wszystkim nowocześniejszą pudełkowatą bryłę nadbudówki dziobowej, z obszernym otwartym mostkiem nad sterówką, nakrytym lekko opancerzonym dachem. Była ona niższa, lecz o większej objętości, bardziej zwarta i aerodynamiczna, pozbawiona wystających na boki pomostów (obniżenie nadbudówki stało się możliwe przez rezygnację z projektowanego umieszczenia katapulty wodnosamolotu na wieży B). Widocznymi różnicami były dwa proste kominy i proste maszty, w miejsce pochyłych (zdecydowano się na proste kominy, gdyż uznano, że oddalenie kominów od nadbudówki zmniejsza ryzyko jej zadymiania). Wprowadzono także nowszy model wież artylerii głównej (Mk.II*) oraz inną, podwójną, stałą katapultę, wystrzeliwującą wodnosamoloty na obie strony okrętu, zamiast pojedynczej obrotowej (była ona umieszczona za kominami i miała dwa tory, skierowane w formie litery V skośnie na obie burty do przodu). Zmiany pociągnęły konieczność zwiększenia szerokości o 30 cm i wzrost projektowej wyporności standardowej z 8400 do 8550 ts, mimo to oficjalnie określono ją na 8400 ts, jak "York". Niemniej, ostatecznie po zbudowaniu zdołano uzyskać oszczędności wagowe 160 ts.
Stępkę pod budowę okrętu położono 1 sierpnia 1928 w państwowej stoczni HMNB Devonport w Plymouth. Kadłub wodowano 18 lipca 1929. W dniach 16-22 maja 1931 okręt przeszedł próby morskie (przy wyporności 8530 ts uzyskał prędkość maksymalną 32 węzły). Po ukończeniu budowy (23 lipca 1931), okręt wszedł do służby 27 lipca 1931. Koszt budowy wyniósł 1 837 415 funtów szterlingów.

## Służba

### Ocean Atlantycki
Tuż po wejściu do służby, w sierpniu-wrześniu 1931 na okręcie zainstalowano w Portsmouth katapultę z 2 wodnosamolotami i przedłużono mu nieco burty pokładu dziobowego, sięgające do pierwszego komina oraz usunięto drobne usterki. Okręt wcielono początkowo do 2. Eskadry Krążowników Floty Metropolii (Home Fleet). Uczestniczył następnie w pływaniach zagranicznych, m.in. w 1932 odbył z Eskadrą rejs do Indii Zachodnich (Karaiby) i do Kopenhagi. W grudniu 1933 „Exeter” przydzielono do Dywizjonu Południowoamerykańskiego, stacjonującego w Indiach Zachodnich. W 1935 odwiedził Chile, po czym we wrześniu tego roku w związku z wojną włosko-abisyńską skierowano okręt na Morze Śródziemne, do 1. Eskadry Krążowników w Aleksandrii. Po remoncie w Devonport pod koniec 1936, od początku 1937 okręt ponownie skierowano do Ameryki Południowej w celu reprezentowania tam interesów brytyjskich (od września 1936 do sierpnia 1939 dowodził nim kmdr Henry Harwood).
W chwili wybuchu II wojny światowej okręt w dalszym ciągu znajdował się w składzie Dywizjonu Południowoamerykańskiego, będąc jego okrętem flagowym (od 25 sierpnia 1939 dowódcą okrętu był Frederic Bell, a kmdr Harwood był dowódcą całego Dywizjonu, na pokładzie „Exetera”). 5 października 1939 „Exeter” wszedł w skład zespołu Force G, poszukującego niemieckiego rajdera – "pancernika kieszonkowego" „Admiral Graf Spee”, patrolując na południowym Atlantyku. 13 grudnia 1939 doszło do bitwy „Exetera” wraz z dwoma lekkimi krążownikami HMNZS „Achilles” i HMS „Ajax” z „Grafem Spee” u ujścia La Platy - pierwszego większego starcia morskiego II wojny światowej. Na „Exeterze” jako najsilniejszym z zespołu spoczął początkowo główny ciężar walki, jednakże został on ciężko uszkodzony 4 pociskami dział 280 mm „Grafa Spee” i licznymi odłamkami, które uszkodziły obie dziobowe wieże artylerii oraz pomost dowodzenia, raniąc lub zabijając jego obsadę i wywołały pożar. „Exeter” dalej prowadził mało skuteczny już ogień z ostatnich dwóch dział 203 mm, a następnie ok. 7.30 z 10-stopniowym przechyłem na lewą burtę i 650 tonami wody w kadłubie wycofał się do bazy na Falklandy. Zginęło 61 ludzi załogi, 23 było rannych (dowódca ocalał). Sam „Exeter” uzyskał 3 trafienia „Grafa Spee”, które jednak nie pozbawiły go możliwości bojowej.
Po prowizorycznych naprawach, „Exeter” dopłynął 15 lutego 1940 do Wielkiej Brytanii (spotykając się z owacyjnym powitaniem), a następnie do marca 1941 był remontowany w Devonport. Wzmocniono przy tym artylerię przeciwlotniczą, instalując 4 podwójne stanowiska dział 102 mm Mk XIX zamiast 4 pojedynczych i dodając dwa czterolufowe działka 40 mm "pom-pom". Zamontowano też radary i wymieniono maszty na trójnożne.

### Ocean Spokojny

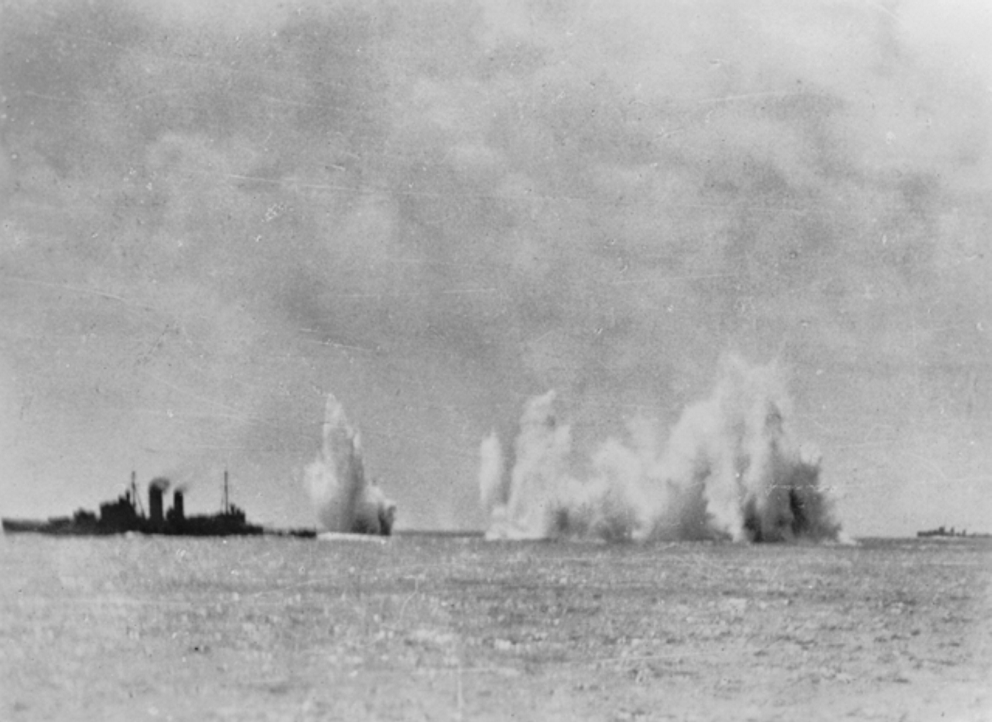
Atak japońskich bombowców na HMS "Exeter" w czasie bitwy na Morzu Jawajskim

22 maja 1941 „Exeter” wypłynął na Bliski Wschód w osłonie konwoju, który w lipcu dopłynął do Adenu. W październiku okręt został skierowany dalej, na Daleki Wschód, z konwojem do Rangunu. W chwili przyłączenia się Japonii do wojny, „Exeter” został skierowany celem dołączenia do okrętów liniowych HMS „Prince of Wales” i „Repulse”, lecz nie zdążył do nich dołączyć przed ich zatopieniem pod Kuantanem. Dopiero w styczniu 1942 „Exeter” przybył do Holenderskich Indii Wschodnich (ob. Indonezja). 14 stycznia 1942 wszedł w skład wspólnych alianckich sił ABDACOM. Brał początkowo w styczniu i lutym udział w eskortowaniu konwojów w cieśninie Sunda i cieśninie Bangka.
14 lutego 1942 HMS „Exeter”, bazujący w Batawii, wszedł w skład Zespołu Uderzeniowego sił ABDACOM. 15 lutego zespół wyruszył w celu przechwycenia japońskich transportowców w pobliżu wyspy Bangka, lecz operacja nie powiodła się wobec ataku japońskiego lotnictwa pokładowego. 26 lutego wieczorem „Exeter” w składzie Zespołu Uderzeniowego ABDACOM wyszedł z Surabai w morze w celu przechwycenia japońskiego konwoju. 27 lutego po południu zespół wykrył japońskie okręty, na skutek czego doszło do bitwy na Morzu Jawajskim, rozpoczętej ok. 16.17. HMS „Exeter” płynąc jako drugi w linii alianckich krążowników prowadził ogień do okrętów japońskich, lecz o godz. 17.08 został trafiony pociskiem kalibru 203 mm krążownika „Haguro”, który wpadł szybem wentylacyjnym do dziobowej kotłowni i rozerwał się, uszkadzając 6 z 8 kotłów. „Exeter” wyszedł z linii z prędkością zmniejszoną do 11 węzłów, po czym wycofał się do Surabai.

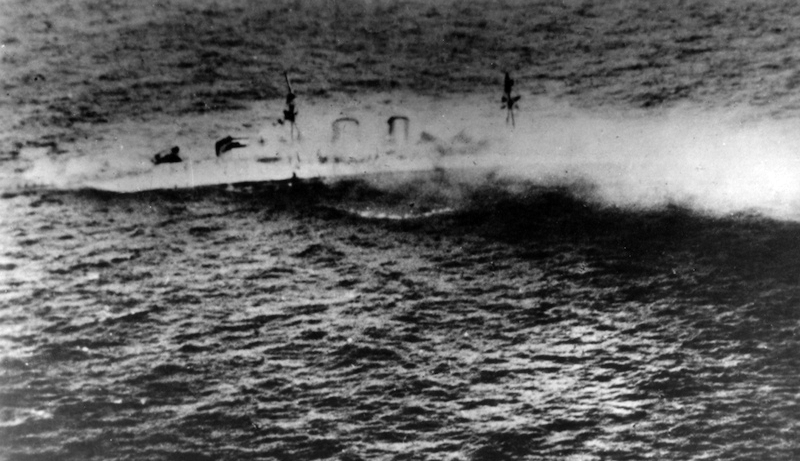
Tonący „Exeter”

Po prowizorycznych naprawach i uruchomieniu trzech uszkodzonych kotłów, „Exeter” wyszedł z Surabai 28 lutego 1942 wieczorem w eskorcie niszczycieli HMS „Encounter” i USS „Pope”, kierując się do cieśniny Sunda, w celu remontu na Cejlonie. Sprawne miał tylko dwie wieże armat. 1 marca około 4 rano aliancki zespół napotkał jednak japońskie ciężkie krążowniki „Haguro”, „Nachi”, a następnie „Ashigara” i „Myōkō” w towarzystwie niszczycieli. Próba zgubienia przeciwnika, a następnie ucieczki nie powiodła się, gdyż „Exeter” był w stanie osiągnąć jedynie 24 węzły i rano doszło do walki. „Exeter” ostrzeliwał Japończyków zza zasłony dymnej postawionej przez niszczyciele, lecz niecelnie; około 11 wystrzelił też niecelnie torpedy. O 11.20 pocisk japoński 203 mm trafił w przednią kotłownię „Exetera”, pozbawiając go napędu i zasilania. Okręt odniósł także inne uszkodzenia i został zaatakowany torpedami przez niszczyciel „Inazuma”. Ponieważ dalsza walka była niemożliwa, dowódca kmdr Oliver Gordon rozkazał o 11.35 opuścić okręt i samozatopić go, co nastąpiło ok. 12. „Exeter” zatonął w rejonie pozycji ok. 5°00′S 111°00′E/-5,000000 111,000000 (oba niszczyciele alianckie zostały również zatopione). Zginęło 52 członków załogi, 653 wraz z dowódcą zostało uratowanych i trafiło do niewoli japońskiej, gdzie jednak aż 153 zmarło z różnych przyczyn przed końcem wojny.
W 2008, po sześciu latach poszukiwań, wrak krążownika został odnaleziony ok. 90 mil na północ od wyspy Bawean (ok. 60 mil od pozycji, którą podał dowódca „Exetera”, Oliver Gordon, w swojej wydanej po wojnie książce). Okręt nosi ślady uszkodzeń odniesionych w ostatniej walce, a maksymalnie obniżone lufy dział świadczą o bliskim dystansie, na jakim toczyła się walka. W pobliżu odnaleziono też wrak niszczyciela HMS „Encounter”. Władze brytyjskie zwróciły się do rządu Indonezji o objęcie wraków ochroną, jako grobów wojennych.
Według różnych źródeł w obecnej chwili wrak został nielegalnie wydobyty i zezłomowany. Śledztwo w tej sprawie ma odkryć sprawców.
Dowódcy:
- od 13. 04. 1931 - Capt. Isham Gibson
- od 03. 08. 1932 - Capt. Harold Franklin
- od 10. 10. 1933 - Capt. Alfred Evans
- od 07. 10. 1935 - Capt. Cyril Douglas-Pennant
- od 17. 09. 1936 - Capt. Henry Harwood
- od 25. 08. 1939 - Capt. Frederick Bell
- od 11. 12. 1940 - Capt. Walter Beckett
- od 11. 03. 1941 - Capt. Oliver Gordon

## Dane techniczne
- wyporność:[2]
  - okrętu pustego: 8235 ts
  - standardowa: 8390 ts
  - z połową paliwa: 9644 ts
  - pełna: 10 620 ts

Uzbrojenie i wyposażenie:
- 1931-1940
  - 6 dział kalibru 203 mm Mk VIII w wieżach dwudziałowych Mk II* (3xII)
    - długość lufy: 50 kalibrów (L/50), szybkostrzelność: 3-4 strz/min, masa pocisku: 116,1 kg, donośność: 28 030 m, kąt podniesienia: -3°+50°[11]

  - 4 działa przeciwlotnicze 102 mm Mk V (4xI)
  - 2 działka przeciwlotnicze 40 mm Vickers Mk II (2xI)
  - 6 wyrzutni torpedowych 533 mm (2xIII)
  - 2 wodnosamoloty (od 1931 Fairey IIIF, od 1935 Hawker Osprey, od 1936 Supermarine Walrus)[12], 2 katapulty (jedna podwójna)
- 1941-1942
  - 6 dział kalibru 203 mm Mk VIII w wieżach dwudziałowych Mk II* (3xII).
  - 8 uniwersalnych dział przeciwlotniczych 102 mm Mk XVI w stanowiskach dwudziałowych Mk XIX (4xII))
  - 16 działek plot 40 mm Mk VIII w stanowiskach poczwórnych Mk VII (4xIV)
  - 8 wkm Vickers 12,7 mm plot (2xIV)
  - 6 wyrzutni torpedowych 533 mm (2xIII)
  - 1 wodnosamolot (Supermarine Walrus), 2 katapulty

Opancerzenie:
- pas burtowy: 76 mm (w rejonie siłowni)
- pokład pancerny: 38 mm
- przednia i tylna gródź cytadeli pancernej: 89 mm
- komory amunicyjne: 76 mm (boki) - 140 mm (dachy i grodzie)
- wieże: 25 mm
- barbety: 25 mm

Wyposażenie: (m.in.)
- 3 reflektory (2 na platformie na drugim kominie i 1 na nadbudówce rufowej)[3]